# Нововасилівка (Дніпровський район)
Нововаси́лівка — село в Україні, у Чумаківській сільській громаді Дніпровського району Дніпропетровської області. Населення за переписом 2001 року становить 89 осіб.

## Географія
Село Нововасилівка знаходиться в степу, примикає до села Веселе, на відстані 1 км розташоване село Тарасо-Шевченківка.

## Населення

### Мова
Розподіл населення за рідною мовою за даними перепису 2001 року:
| Мова                | Відсоток |
| ------------------- | -------- |
| українська          | 88,8 %   |
| російська           | 10,1 %   |
| інші/не визначилися | 1,1 %    |